# Ulrike Folkerts
Ulrike Folkerts (Kassel, 14 maggio 1961) è un'attrice tedesca.

## Filmografia parziale

### Cinema
- Le tre prove di Fred (Nur über meine Leiche), regia di Rainer Matsutani (1995)
- Spieltrieb, regia di Gregor Schnitzler (2013)
- Global Player - Wo wir sind isch vorne, regia di Hannes Stöhr (2013)

### Televisione
- Come vendere droga online (in fretta) (How to Sell Drugs Online (Fast)) - serie TV, 4 episodi (2019)
- Tatort - serie TV, 80 episodi (1989-2024)